# 高體副獅子魚
高體副獅子鱼，为輻鰭魚綱鮋形目杜父魚亞目狮子鱼科的其中一種。分布於東南太平洋區及南冰洋奧克尼群島、雪特蘭群島南部，屬深海底棲性魚類，棲息在水深220至1145公尺的海域，有褐色斑點的腹膜，背鰭軟條51至58枚；臀鰭軟條44至56枚；脊椎骨57至63個，體長可達21.7公分，屬肉食性，以糠蝦、端腳類及星蟲為食。